# Rescue Squad
Rescue Squad è un videogioco d'azione pubblicato nel 1984 per Commodore 64 dall'editrice statunitense Muse Software (nota soprattutto per Castle Wolfenstein). Rappresenta il salvataggio di persone da un edificio in fiamme e si basa su tre fasi con meccaniche di gioco differenti. La rivista statunitense Computer Games gli assegnò il premio Golden Floppy 1984 per la migliore musica, realizzata da Silas Warner.

## Modalità di gioco
Ci sono tre fasi consecutive, giocabili a 9 livelli di difficoltà generale. Ognuna si svolge su una diversa schermata con visuale fissa.
1. Si guida un'ambulanza su una semplice e regolare griglia di strade vista dall'alto. Partendo da un angolo dello schermo si deve raggiungere il luogo dell'incendio all'angolo opposto. Si può muovere l'ambulanza continuamente in orizzontale o verticale e fermarla con il pulsante. Si devono evitare altri veicoli che viaggiano sempre dritti e gli isolati tra le strade. Gli scontri e l'esaurimento del tempo causano la perdita di una vita.
2. Di fronte alla facciata del palazzo, si muove un soccorritore in orizzontale e si devono prendere al volo le persone che si gettano dalle finestre, nello stile di Kaboom!. Ogni persona fa cadere prima anche un vaso di fiori e se si viene colpiti da tre vasi la fase termina. Questa è una fase bonus dove non si perdono vite; si devono salvare più persone possibile solo per il punteggio e non ci sono penalità per le persone che si sfracellano.
3. Si muove il soccorritore in un labirinto di forma costante e si devono salvare le persone immobili sparse per i corridoi, prendendole e portandole all'uscita una alla volta. Due o più palle di fuoco si aggirano in modo casuale nel labirinto e tolgono una vita se toccano il soccorritore, mentre non fanno nulla alle persone da salvare. Ci sono anche tre giacche di amianto da raccogliere per avere temporanea immunità alle fiamme. Se si salvano tutte le persone si vince una vita e il ciclo ricomincia più difficile.